# 바누아투 대통령

바누아투 대통령기

바누아투 공화국의 대통령은 바누아투를 통치하는 국가 수반이며, 대통령은 의회를 구성하는 권한이 있으며, 선거로 뽑으며 임기는 5년이다.
현재 대통령은 2017년 7월 6일에 취임한 탈리스 오베드 모세스다.

## 역대 대통령 목록
| 대  | 이름                                                                     | 취임일          | 퇴임일          | 정당              |
| --- | ------------------------------------------------------------------------ | --------------- | --------------- | ----------------- |
| 1   | 아티 조지 소코마누 Ati George Sokomanu                                   | 1980년 7월 30일 | 1984년 2월 17일 | 바누아아쿠당      |
| -   | 프레드릭 카를로무아나 티미카타 Frederick Karlomuana Timakata（권한대행） | 1984년 2월 17일 | 1984년 3월 8일  | 바누아아쿠당      |
| (1) | 아티 조지 소코마누 Ati George Sokomanu                                   | 1984년 3월 8일  | 1989년 1월 12일 | 바누아아쿠당      |
| -   | 오닌 타히 Onneyn Tahi（권한대행）                                        | 1989년 1월 12일 | 1989년 1월 30일 | 바누아아쿠당      |
| 2   | 프레드릭 카를로무아나 티미카타 Frederick Karlomuana Timakata             | 1989년 1월 30일 | 1994년 1월 30일 | 바누아아쿠당      |
| -   | 알프레드 마생 Alfred Maseng（권한대행）                                  | 1994년 1월 30일 | 1994년 3월 2일  | 온건정당연합      |
| 3   | 진 마리 레이 Jean Marie Leye Lenelgau                                    | 1994년 3월 2일  | 1999년 3월 2일  | 온건정당연합      |
| -   | 에드워드 나타페이 Edward Natapei（권한대행）                             | 1999년 3월 2일  | 1999년 3월 25일 | 바누아아쿠당      |
| 4   | 존 바니 John Bani                                                        | 1999년 3월 25일 | 2004년 3월 24일 | 중도정당연합      |
| -   | 로저 아비우트 Roger Abiut（권한대행）                                    | 2004년 3월 24일 | 2004년 4월 12일 | 바누아투 노동당   |
| 5   | 알프레드 마생 Alfred Maseng                                              | 2004년 4월 12일 | 2004년 5월 11일 | 온건정당연합      |
| -   | 로저 아비우트 Roger Abiut（권한대행）                                    | 2004년 5월 11일 | 2004년 7월 28일 | 바누아투 노동당   |
| -   | 호시아스 몰리 Josias Moli（권한대행）                                    | 2004년 7월 28일 | 2004년 8월 16일 | 온건정당연합      |
| 6   | 칼코트 마타스켈레켈레 Kalkot Mataskelekele                               | 2004년 8월 16일 | 2009년 8월 16일 | 국가연합당        |
| -   | 맥시메 칼롯 코먼 Maxime Carlot Korman（권한대행）                        | 2009년 8월 16일 | 2009년 9월 2일  | 바누아투 공화당   |
| 7   | 이올루 아빌 Iolu Abil                                                    | 2009년 9월 2일  | 2014년 9월 2일  | 바누아아쿠당      |
| -   | 필립 보도로 Philip Boedoro（권한대행）                                   | 2014년 9월 2일  | 2014년 9월 22일 | 바누아아쿠당      |
| 8   | 볼드윈 론즈데일 Baldwin Lonsdale                                         | 2014년 9월 22일 | 2017년 6월 17일 | 무소속            |
| -   | 에스몬 사이몬 Esmon Saimon（권한대행）                                   | 2017년 6월 17일 | 2017년 7월 6일  | 멜라네시아 진보당 |
| 9   | 탈리스 오베드 모세스 Tallis Obed Moses                                   | 2017년 7월 6일  | 2022년 7월 6일  | 무소속            |
| -   | 세울레 시메옹 Seule Simeon（권한대행）                                   | 2022년 7월 6일  | 2022년 7월 23일 | 무소속            |
| 2   | 니케니케 부로바라부 Nikenike Vurobaravu                                  | 2022년 7월 23일 | 현재            | 바누아아쿠당      |

## 같이 보기
- 바누아투의 총리

1. ↑  선거무효